# Orekhovo-Sujevo
Orekhovo-Sujevo (russisk: Орехово-Зуево, tr. Orekhovo-Sujevo) er en by i den russiske oblast Moskva med 104.728(2024) indbyggere, beliggende omkring 78 km øst for Moskva ved floden Kljasma, omkring 10 km fra de nærmeste byer Dresna og Likino-Duljovo.

## Historie
Den nuværende by blev oprettet i 1917  ved sammenlægning af flere landsbyer. Den ældste af disse landsbyer var Sujewo, kendt siden begyndelsen af 1200-tallet, hvor en silkefabrik blev grundlagt i 1797 af forretningsmanden Sawwa Morozov senior. Desuden blev landsbyerne Orekhovo (kendt siden slutningen af 1700-tallet), Nikolskoje og Dubrovka en del af den nye by. Selv årtier før sammenlægningen blev området betragtet som et vigtigt industricenter, ikke mindst takket være oprettelsen af jernbaneforbindelsen Moskva-Vladimir i 1861. Allerede i 1890 var der 17 fabrikker i Orekhovo.
Ved sammenlægningen fik Orekhovo-Sujevo bystatus. 12 år senere blev den administrationscenter for den nydannede rajon af samme navn. I Slaget om Moskva under Anden Verdenskrig var industrivirksomhederne Orekhovo-Sujevo vigtige våbenproducenter, ud over det fandtes der flere militærhospitaler i den forskånede by.

### Befolkningsudvikling
| År   | Indbyggere |
| ---- | ---------- |
| 1897 | 25.000     |
| 1926 | 62.800     |
| 1939 | 99.273     |
| 1959 | 108.297    |
| 1970 | 120.133    |
| 1979 | 132.301    |
| 1989 | 137.198    |
| 2002 | 122.248    |
| 2010 | 120.670    |

Note: Data fra folketællinger (indtil 1926 afrundet)

## Økonomi
De vigtigste økonomiske sektorer i byen er tekstilindustrien, der går tilbage til 1700-tallet og den nyere kemiske industri. I nærheden af Orekhovo-Sujevo ligger den Transmashholding-ejede maskinfabrik Demikhovskij masjinostroitelnyj savod, som en af Ruslands største producenter af passagertog. Desuden er byen et vigtigt jernbaneknudepunkt og skæringspunkt mellem Moskva-Nisjnij Novgorod-linjen og Moskvas store jerbanering. Syd for passagestationen ligger en af de to vigtigste rangerbanegårde på Moskva-jernbanenettet.
Et par kilometer nord for byen løber M7 Volga-motorvejen fra Moskva via Nisjnij Novgorod til Ufa.